# Hertzainak
Hertzainak fue un grupo musical español surgido en Vitoria, integrante de lo que se conoció como rock radical vasco. En sus orígenes se le consideró una versión en euskera del grupo The Clash.
Sus primeros discos mezclaban la provocación del punk con los ritmos bailables del reggae y el ska, manteniendo como contexto de sus canciones la situación política del País Vasco. Como ejemplo, Pakean utzi arte (Hasta que nos dejen en paz), fue compuesta en recuerdo de Javier San Martín Goikoetxea Piti, militante de los Comandos Autónomos Anticapitalistas y amigo de la gente cercana al grupo. 
Su primera actuación fue en la Nochevieja de 1981, en Vitoria. En la primavera de 1982, Xabier Montoia Gamma dejó el grupo para formar M-ak y en su lugar entró Iñaki Garitaonaindia Gari.
En 1993, en un concierto celebrado en el polideportivo Anoeta de San Sebastián dijeron adiós como grupo. Sin embargo, sus músicos siguieron actuando. Así, Txanpi y Kike se unieron a Doctor Deseo, Gari prosiguió su carrera en solitario y Josu Zabala en los grupos Zazpi Eskale y Gu eta Gutarrak.

## Miembros
Gente que tomo parte en el grupo Hertzainak:
- Josu Zabala: compositor, coros, bajo y trikitixa (acordeón diatónico vasco).
- Iñaki Garitaonaindia, Gari: cantante, compositor y guitarra.
- Enrique Sáenz de Villaverde, Kike: guitarra.
- Luis Javier Saiz, Txanpi: batería.
- Tito Aldama: saxofón.
- Bingen Mendizábal: teclados.
- Xabier Montoia: guitarra y voz.

## Discografía

### Álbumes
- Hertzainak. Soinua, 1984.
- Hau Dena Aldatu Nahi Nuke. Soinua, 1985.
- Salda Badago. Elkar, 1988.
- Amets Prefabrikatuak. Oihuka, 1990.
- Zuzenean. Aketo, 1991.
- Denboraren Orratzak. Oihuka, 1992.

### Recopilatorios
- Onena. Oihuka, 1991.
- Hertzainak. Elkar, 1995. Edición para Egunkaria.
- Mundu Berria Daramagu Bihotzean. Oihuka, 1999. Con las canciones de los 3 maxis.

### Álbumes compartidos
- 11 Años De Lucha Contra El Paro. Oihuka, 1993. Directo con Potato y LaPolla Records.

### Maxis
- Aitormena. Oihuka, 1989.
- Une etengabeak. Oihuka, 1990.
- Mundu berria daramagu bihotzean. Aketo, 1991.

### Singles
- Eh txo! / Sigarrillos Amariyos. Soñua, 1984. Canciones extraídas de Hertzainak.
- Hertzainak / Galtzailea. Soñua, 1985. Incluidas posteriormente en la versión Cd de Hau Dena Aldatu Nahi Nuke.
- Rokanrol Batzokian / Itxoiten Nago. Soñua, 1985. Incluidas posteriormente en la versión Cd de Hau Dena Aldatu Nahi Nuke.
- Ez Dago Ilusio Falsurik / Esaiok. Elkar, 1988. Canciones extraídas de Salda Badago.
- Bi Minutuero / 564. Oihuka, 1989. Canciones extraídas de Amets Prefabrikatuak.
- Amets Prefabrikatuak / Bi Minutuero. Oihuka, 1990. Canciones extraídas de Amets Prefabrikatuak.
- Aitormena / Amets Prefabrikatuak. Aketo, 1991. Canciones extraídas de Zuzenean.
- Si Vis Pacem Parabellum / Hil Ezazu Aita. Aketo, 1991. Canciones extraídas de Zuzenean.
- Irauten / Zoratzen Naizela. Oihuka, 1992. Canciones extraídas de Denboraren Orratzak.